# La Crespiera
La Crespiera és una masia,en ruïnes el 2011, situada en el terme municipal de Moià, a la comarca catalana del Moianès. Està situada al nord-est de la vila, en el sector proper al terme municipal de l'Estany, pertanyent a l'antic poble rural de Ferrerons. És a la dreta del torrent de la Crespiera, al nord del Serrat del Nespler.